# Parafia Najświętszej Maryi Panny Królowej Polski w Swoszowej
Parafia Najświętszej Maryi Panny Królowej Polski w Swoszowej – parafia rzymskokatolicka, znajdująca się w diecezji tarnowskiej, w dekanacie Ołpiny.